# بارکینگ
longitudeبارکینگlatitudeبارکینگ
بارکینگ (به انگلیسی: Barking) یکی از ناحیه‌های لندن بزرگ می‌باشد.
این ناحیه در ۱۴٬۲ کیلومتری مرکز لندن قرار دارد و باشگاه فوتبال بارکینگ در آن واقع شده‌است، همچنین جان تری و بابی مور از اهالی بارکینگ محسوب می‌شوند.